# Endasys hexamerus
Endasys hexamerus är en stekelart som beskrevs av Luhman 1990. Endasys hexamerus ingår i släktet Endasys och familjen brokparasitsteklar. Inga underarter finns listade i Catalogue of Life.